# Archiv für Sozialwissenschaft und Sozialpolitik
Archiv für Sozialwissenschaft und Sozialpolitik (ISSN 0174-819X, tiếng Anh: Archives for Social Science and Social Welfare) là một tạp chí học thuật chuyên về khoa học xã hội ở Đức xuất bản từ năm 1888 đến năm 1933. Các biên tập viên đầu tiên của tạp chí là Edgar Jaffé, Werner Sombart và Max Weber, người sau này đã xuất bản bài tiểu luận nổi tiếng Nền đạo đức Tin Lành và tinh thần của chủ nghĩa tư bản trên tạp chí thành hai phần vào năm 1904 và 1905.
Jaffé đã mua lại tạp chí vào năm 1903 với giá 60000 Mark từ Heinrich Braun của Đảng Dân chủ Xã hội, người đã thành lập và biên tập tạp chí với tên gọi Archiv für soziale Gesetzgebung und Statistik (Archive for Social Legislation and Statistics) từ năm 1888 và đổi tên tạp chí thành Archiv für Sozialwissenschaft und Sozialpolitik vào năm 1904.
Năm 1933, khi Đức Quốc xã giành được quyền lực ở Đức, biên tập viên cuối cùng của tạp chí, khi đó là Emil Lederer và một nửa số ban biên tập của tạp chí đã bị buộc phải di cư và tạp chí không còn tồn tại.

## Các bài tiểu luận được xuất bản
- Max Weber, "The Protestant Ethic and the Spirit of Capitalism" ("Die protestantische Ethik und der Geist des Kapitalismus"), Archiv für Sozialwissenschaften 20, no. 1 (1904), pp. 1–54; 21, no. 1 (1905), pp. 1–110.
- Ludwig von Mises, "Economic Calculation in the Socialist Commonwealth" ("Die Wirtschaftsrechnung im sozialistischen Gemeinwesen"), Archiv für Sozialwissenschaften 47, no. 1 (1920), pp. 86–121.